# لاسير ستوكلي
لاسير ستوكلي (بالإنجليزية: Laaxer Stöckli)‏ هو أحد جبال سلسلة جبال الألب غلاروس وجزء من القمة الأم بيز سيغناس يقع في كانتون غلاروس وكانتون غراوبوندن، سويسرا. يبلغ ارتفاع الجبل حوالي 2898 متر، بينما يبلغ ارتفاع نتوء الجبل 271 متر.